# مراد الشابي
مراد الشابي (مواليد 1 مارس 1970)، هو لاعب كرة قدم ومدرب سابق تونسي.
ولد مراد الشابي في 31 مارس 1970 بولاية الكاف، وتدرج بمختلف الأصناف الشابة حتى سنة 1986 موعد أول مباراة خاضها مع فريق أكابر أولمبيك الكاف تحت إشراف المدرب البلغاري دجوف.
إنتقل مراد الشابي أو «بيشة» كما يحلو لأحباء الترجي والأولمبيك مناداته إلى العاصمة وتحديدا إلى شيخ الاندية التونسية الترجي الرياضي التونسي في اواسط التسعينات أين نحت مسيرة متميزة ولكنها كانت قصيرة، فقد كان يشكل مع العيادي الحمروني ثنائياً رهيباً في وسط ميدان الترجي في ذلك الوقت.
فاز مراد الشابي بالسوبر العربي في 1996، بكاس تونس في 1997، بكاس الاندية الأفريقية الفائزة بالكاس في 1998 وببطولة تونس مرة أخرى في 1998. ولكن هذه البطولة الاخيرة كانت معها نهاية الحكاية مع فريق الدم والذهب.

## روابط خارجية
- مراد الشابي على موقع الاتحاد الدولي (مؤرشف)  (الإنجليزية)
- مراد الشابي على موقع قاعدة بيانات كرة القدم.إي يو (الإنجليزية)